# کروناویروس خفاش بال‌خمیده ۱
کروناویروس خفاش بال‌خمیده ۱ (نام علمی: Miniopterus bat coronavirus 1) نام یک گونه از سرده آلفاکروناویروس است.